# Marie Frommer
Marie Frommer (17 de marzo de 1890, Varsovia – 16 de noviembre de 1976, Nueva York), fue una arquitecta polaco-alemana. Su trabajo reflejaba los principios del Expresionismo y la Nueva Objetividad, haciendo énfasis en el color y experimentando con luces y formas.

## Biografía y carrera
Marie Frommer nació en el seno de una familia judía. En 1912 se convirtió en una de las primeras estudiantes de arquitectura en la Universidad Técnica Real de Berlín, graduándose en 1913. Continuó sus estudios en la Universidad Técnica de Dresde, enfocándose en el planeamiento urbanístico, especialmente en el papel de los ríos y los canales en la planeación y composición de las ciudades. El reconocido profesor Cornelius Gurlitt fue su tutor. En 1919 terminó sus estudios y regresó a Berlín, donde abrió su propio estudio en 1926. También escribió artículos sobre arquitectura y diseño para revistas especializadas. En 1936 abandonó Alemania debido al surgimiento del nazismo, y se mudó a Londres, para luego emigrar a Estados Unidos en 1940. Se estableció en Nueva York, trabajando como arquitecta hasta 1946.

## Obras
- 1920s – Tienda Leiser Silk, Berlín[2][3]
- 1920s – Villa Fränkel, Berlín-Dahlem
- 1920s – Tienda de calzado Greco, París
- 1929 – Hotel Villa Majestic, Berlin-Wilmersdorf
- 1930 – Tienda departamental Textilia (luego Ostravica), República Checa[4]
- Biblioteca Law Offices Mansbach & Paley, Nueva York